# Cahersiveen
Cahersiveen (auch: Cahirciveen, Caherciveen, Cahirsiveen; irisch Cathair Saidhbhín) ist eine kleine Stadt auf der Iveragh-Halbinsel im Südwesten der Republik Irland. Sie liegt an der bekannten Touristenstraße Ring of Kerry und ist mit 1297 Einwohnern (Stand 2022) eine der größeren Ortschaften im County Kerry.
Im Ort befindet sich eine katholische Kirche, welche die einzige ist, die nach einem Laien benannt ist (Daniel O’Connell). Der Ort liegt am Fluss Fertha und am Fuß des Berges Bentee. Weiterhin findet sich im Ort eine Kaserne der ehemaligen Royal Irish Constabulary (RIC; wörtlich übersetzt: „königlich irische Schutzpolizei“). Nach einer Legende wurde dieses Gebäude irrtümlicherweise nach den Plänen für eine britische Kaserne in Indien gebaut. Heute befindet sich in der Kaserne das Old Barracks Heritage Centre.
Unweit des Ortes liegen die großen Duns von Cahergall (komplett restauriert) und Leacanabuaile.
Der Politiker und Freiheitskämpfer Daniel O’Connell (1775–1847) wurde in der Nähe von Cahersiveen geboren, der Priester und Widerstandskämpfer Hugh O’Flaherty starb 1963 in Cahersiveen.
Cahersiveen lag an der Bahnstrecke Farranfore–Valencia Harbour.
Cahersiveen ist Schauplatz des seit 1995 alljährlichen Cahersiveen Music and Arts Festival (CMAF).

## Einwohnerzahlen
| Jahr      | 1991 | 1996 | 2002 | 2006 | 2011 | 2016 | 2022 |
| Einwohner | 1213 | 1250 | 1272 | 1294 | 1168 | 1041 | 1297 |
| Quelle:   |      |      |      |      |      |      |      |

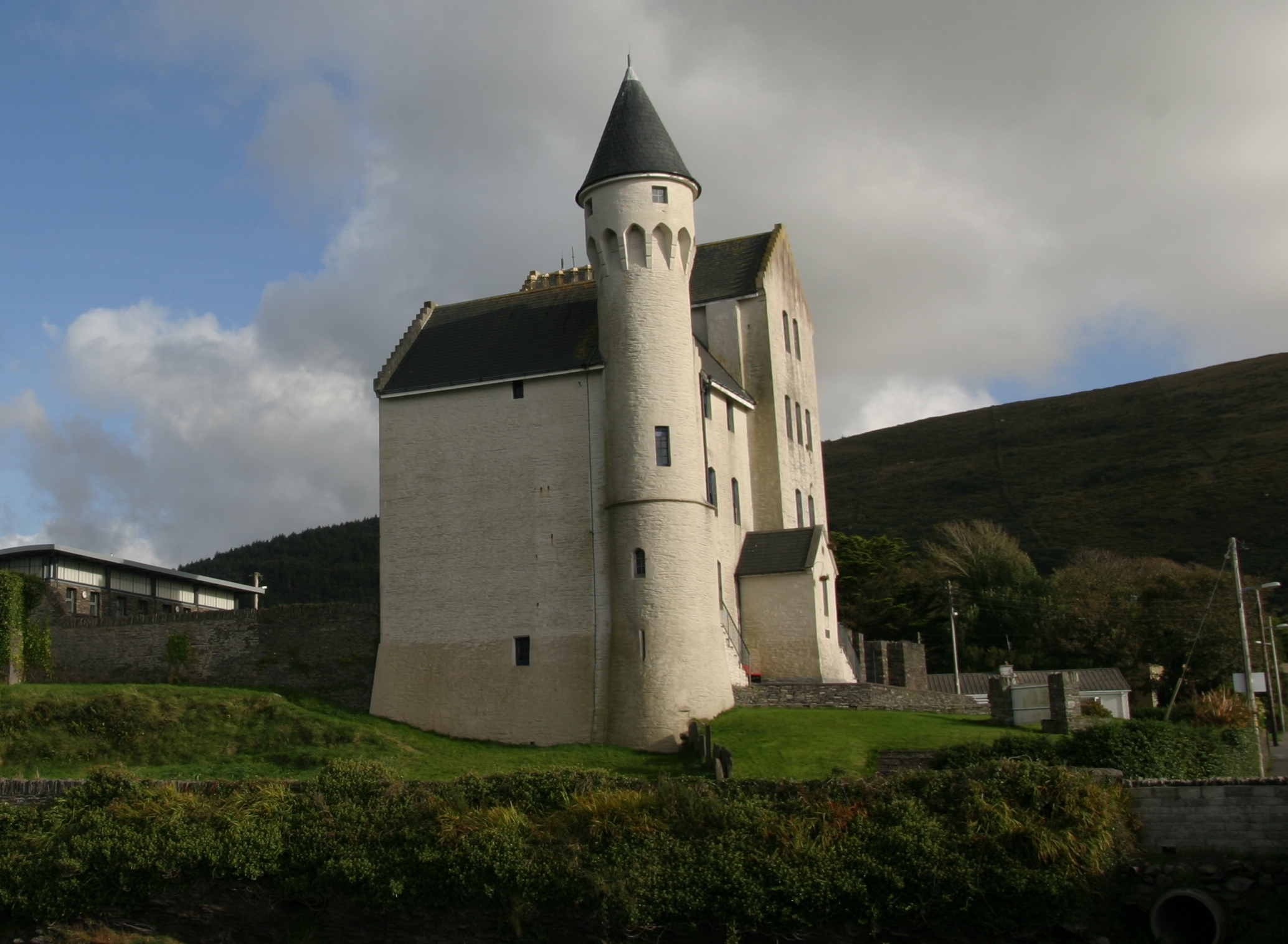
Die ehemalige Kaserne der Royal Irish Constabulary in Cahersiveen
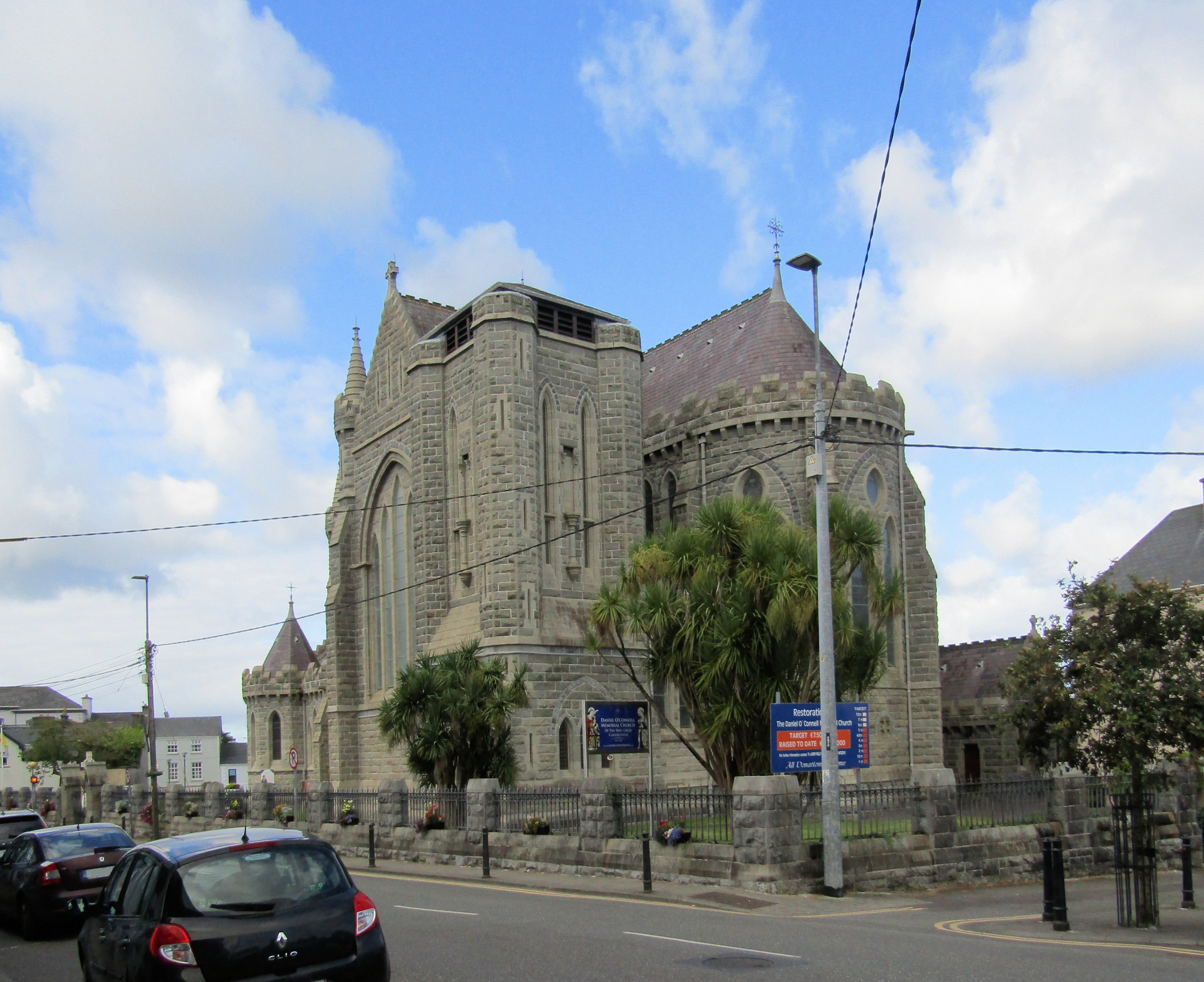
Daniel O’Connell Memorial Church

Shops in Cahersiveen
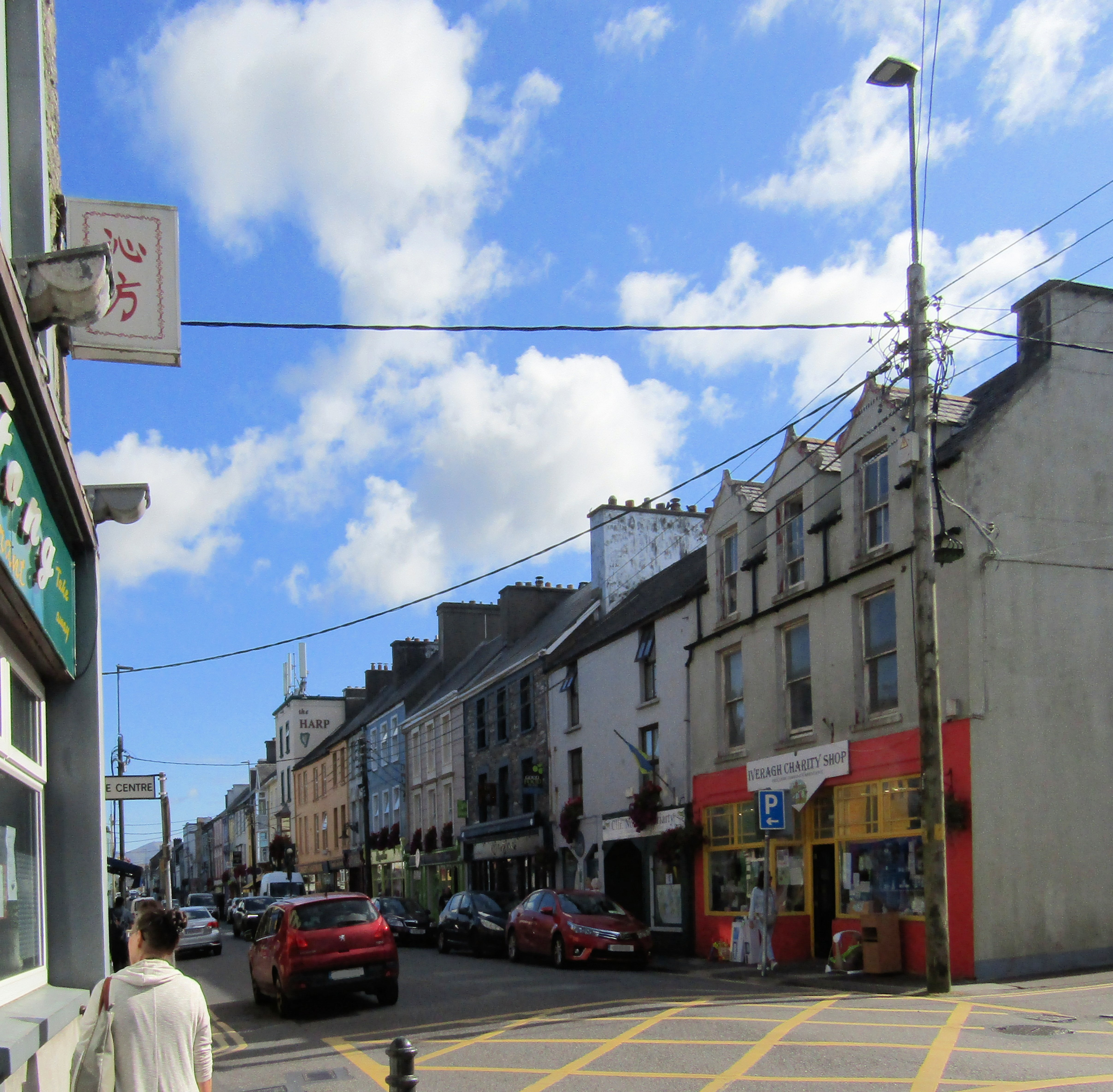
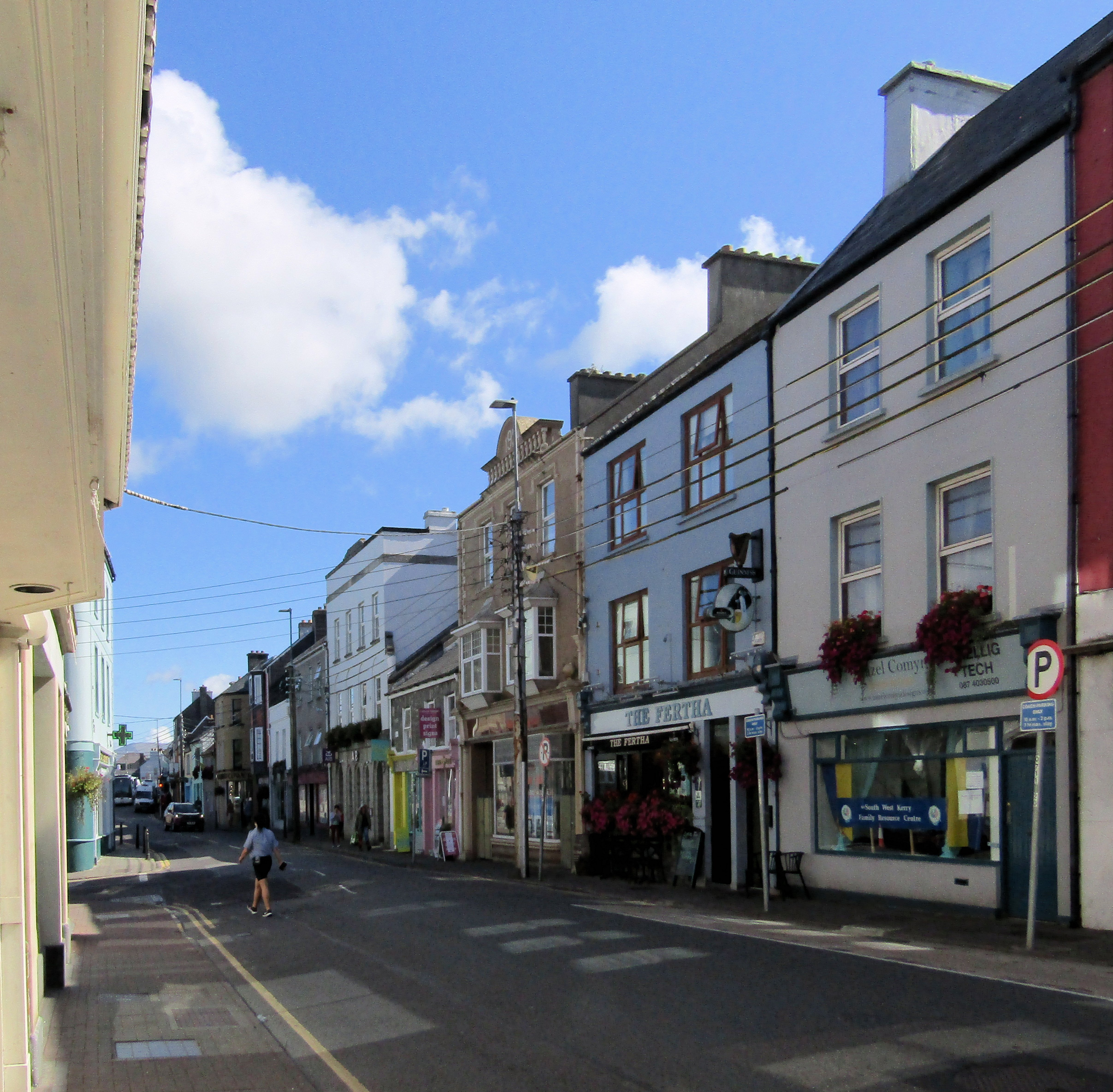
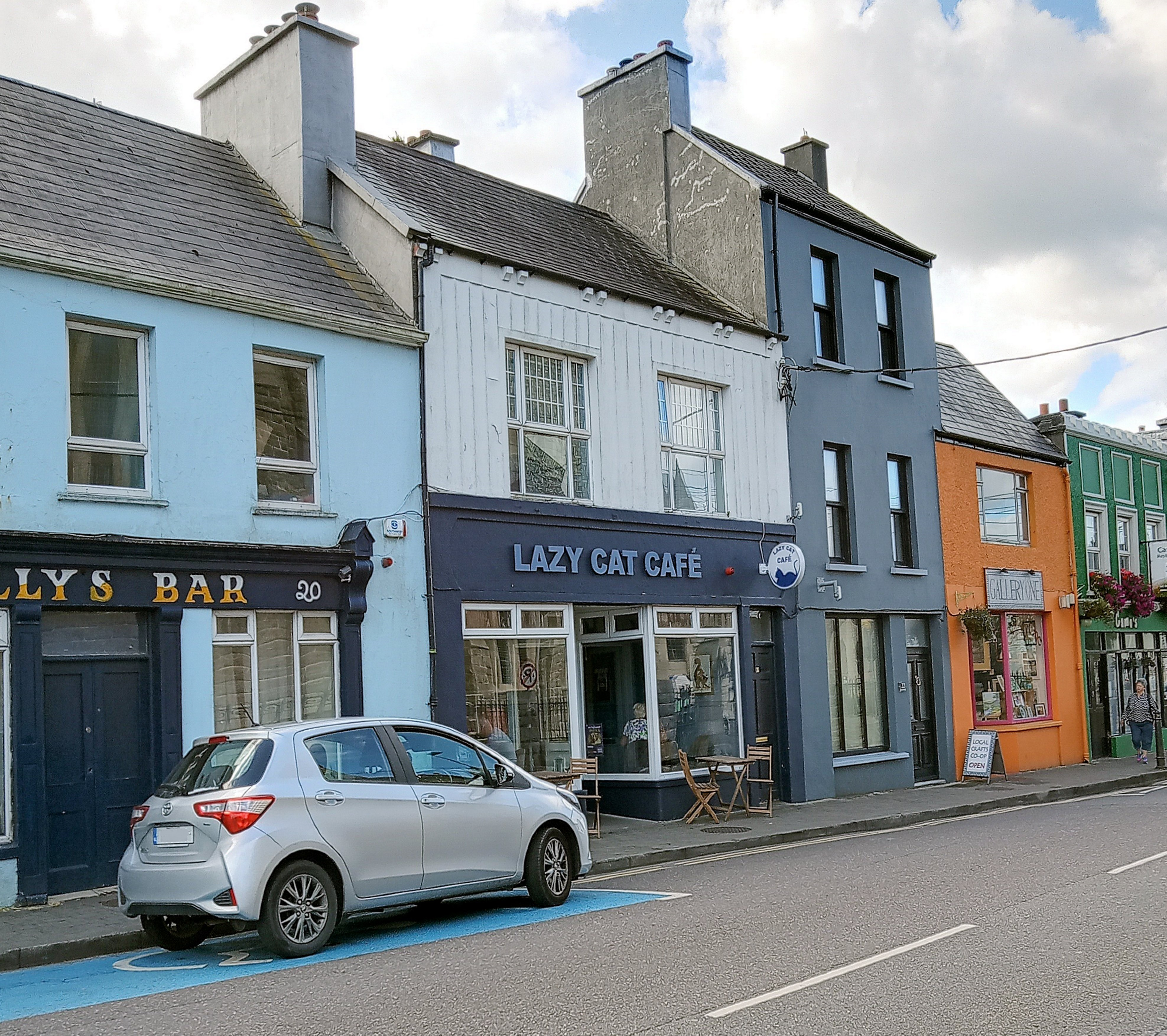
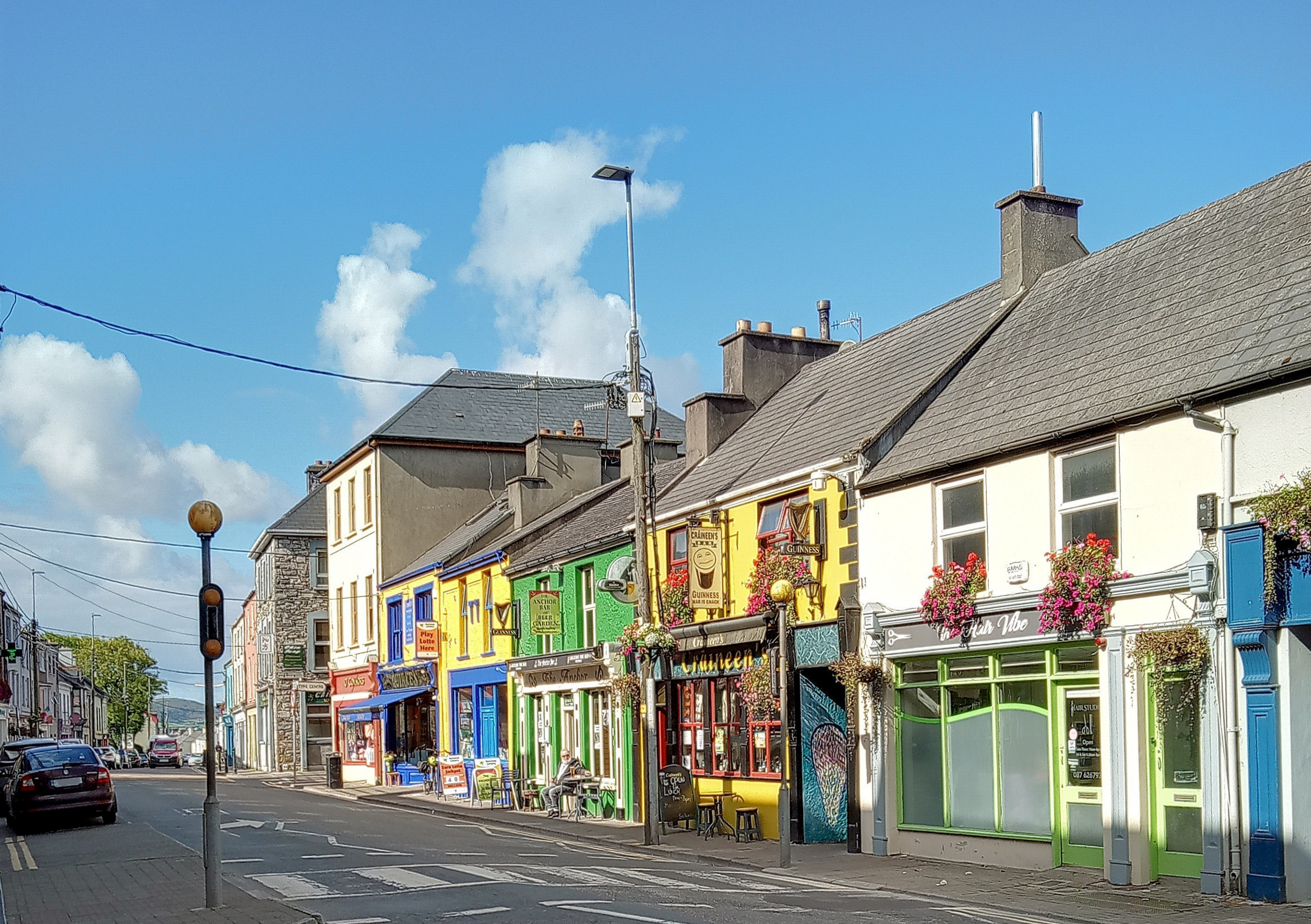

## Persönlichkeiten
- John Flynn (1894–1968), Politiker